# Robert Rumely
Robert Scott Rumely (né le 23 juin 1952 à Pullman, Washington ) est un mathématicien américain spécialisé dans la théorie des nombres. Il est l'un des auteurs du  Test de primalité de Adleman–Pomerance–Rumely (en).

## Biographie
Rumely étudie au Grinnel College (en) dans l'Iowa (avec une licence en 1974) ; il obtient son doctorat en 1978 à l'Université de Princeton sous la direction de Gorō Shimura(An Explicit Formula for the Grössencharacter of an Abelian Variety with Complex Multiplication). À partir de 1978, il est C.L.E. Moore Instructor au Massachusetts Institute of Technology et en 1980-81 à l'Université Harvard. Il est professeur assistant à partir de 1981, professeur associé à partir de 1985 et professeur titulaire à partir de 1990, professeur émérite depuis 2017, le tout à l'Université de Géorgie. Il a été chercheur et  professeur invité, entre autres, à l'Université Macquarie, à l'Université du Michigan, à l'Université Brown, au Tata Institute of Fundamental Research (1985), à l'Institut des hautes études scientifiques (1985), au Mathematical Sciences Research Institute (1987), à l'Université de Bordeaux (1998), l'Université Pierre-et-Marie-Curie et l'Institut Henri Poincaré (1999).

## Recherche
Avec Leonard Adleman et Carl Pomerance, Rumely a publié le test de primalité appelé testAPR (amélioré par Hendrik Lenstra et Henri Cohen et nommé également appelé test APRCL).
Rumely travaille en géométrie algébrique arithmétique (par exemple le concept de capacité sur les courbes algébriques, introduit également par David G. Cantor (en) en 1980 comme une extension de la notion de diamètre transfini), en dynamique arithmétique (p-adique) (en partie avec Matthew Baker), aux applications de la  logique mathématique en arithmétique, en théorie algébrique des nombres. Par exemple, en 1986, il a montré que, contrairement aux nombres entiers, il existe un algorithme pour le dixième problème de Hilbert dans l'anneau des entiers algébriques.

## Distinctions
De 1984 à 1987, Rumely a été Sloan Research Fellow. Il est fellow (membre honoraire) de l'American Mathematical Society depuis 2016, élu "for contributions to arithmetic potential theory, computational number theory, and arithmetic dynamics"

## Publications (sélection)
- 2013 Robert Rumely, Capacity theory with local rationality: the strong Fekete-Szegő theorem on curves, American Mathematical Society, coll. « Mathematical Surveys and Monographs » (no 193), 2013, xxvi + 437 (ISBN 978-1-4704-0980-7)[6].

- 2010 Matthew Baker et Robert Scott Rumely, Potential theory and dynamics on the Berkovich projective line, American mathematical society, coll. « Mathematical surveys and monographs » (no 159.), 2010, xxxiii+ 428 (ISBN 978-0-8218-4924-8)[7].

- 2000 Robert S. Rumely, Chi-fong Lau et Robert Varley, Existence of the sectional capacity, American Mathematical Society, coll. « Memoirs of the American Mathematical Society » (no 145), 2000 (ISBN 978-0-8218-2058-2)[8]

- 1989 Robert Rumely, Capacity theory on algebraic curves, Springer Berlin / Heidelberg, coll. « Lecture Notes in Mathematics » (no 1378), 1989 (ISBN 978-3-540-51410-7)[9],[10]

- 1986 Robert Rumely, « Arithmetic over the rings of all algebraic integers. », J. Reine Angew. Math., vol. 368,‎ 1986, p. 127–133 (DOI 10.1515/crll.1986.368.127)